# Надражи Велеславин
«Надражи Велеславин» (чеш. Nádraží Veleslavín — Вокзал Велеславин) — 59-я станция пражского метрополитена. Расположена на линии A, между станциями «Боржиславка» и «Петржины».
Станция была открыта 6 апреля 2015 года в составе шестого пускового участка линии А «Dejvická - Nemocnice Motol». Имеет выходы на улицы Европейскую (чеш. Evropská), Воковицкую, Кладенскую и К Червенему врху. Название станции происходит от названия района Велеславин в Праге 6.
Станция находится в непосредственной близости к железнодорожной станции Прага-Велеславин и спроектирована с учётом ожидаемой реконструкции железнодорожных путей (заглубление нынешнего пути).
Положение станции, вестибюля и выходов на поверхность обеспечило доступ к автобусному терминалу, при этом станут возможными застройка и благоустройство территории между железнодорожными путями и Европейской улицей. Автобусный терминал позволил перенести часть городских, пригородных и междугородных автобусных рейсов от станции метро «Дейвицка». В частности, конечной остановкой автобуса 119 из пражского аэропорта стала станция «Надражи Велеславин».
По решению архитектора Петра Лешека (чеш. Petr Lešek) ключевая станция Пражского метро, через которую пассажиры должны добираться до аэропорта Вацлава Гавела, не имела эскалатора, а имеющийся лифт расположен на расстоянии 70 метров от остановки, от которой отправляется автобус в аэропорт. В результате критики эскалатор был достроен 2018 году.
Стоимость данного проекта составила 22,5 млрд. чешских крон.